# ميتسونوري موساكا
ميتسونوري موساكا (باليابانية: 六平 光成) (16 يناير 1991 في طوكيو في اليابان – )؛ هو لاعب كرة قدم ياباني سابق كان يلعب كلاعب وسط.

## وصلات خارجية
- ميتسونوري موساكا على موقع رابطة كرة القدم اليابانية للمحترفين (اليابانية)
- ميتسونوري موساكا على موقع قاعدة بيانات كرة القدم.إي يو (الإنجليزية)
- ميتسونوري موساكا على موقع Soccerway.com (الإنجليزية)
- ميتسونوري موساكا على موقع عالم كرة القدم.نت (الإنجليزية)
- ميتسونوري موساكا على موقع كووورة